# Kośnik (województwo zachodniopomorskie)
Kośnik (niem. Hirschfelde) – kolonia położona w województwie zachodniopomorskim, w powiecie choszczeńskim, w gminie Drawno. W latach 1975–1998 miejscowość administracyjnie należała do województwa gorzowskiego.